# Curetis acuta
Curetis acuta (лат.) — вид дневных бабочек из семейства голубянок (Lycaenidae).

## Описание

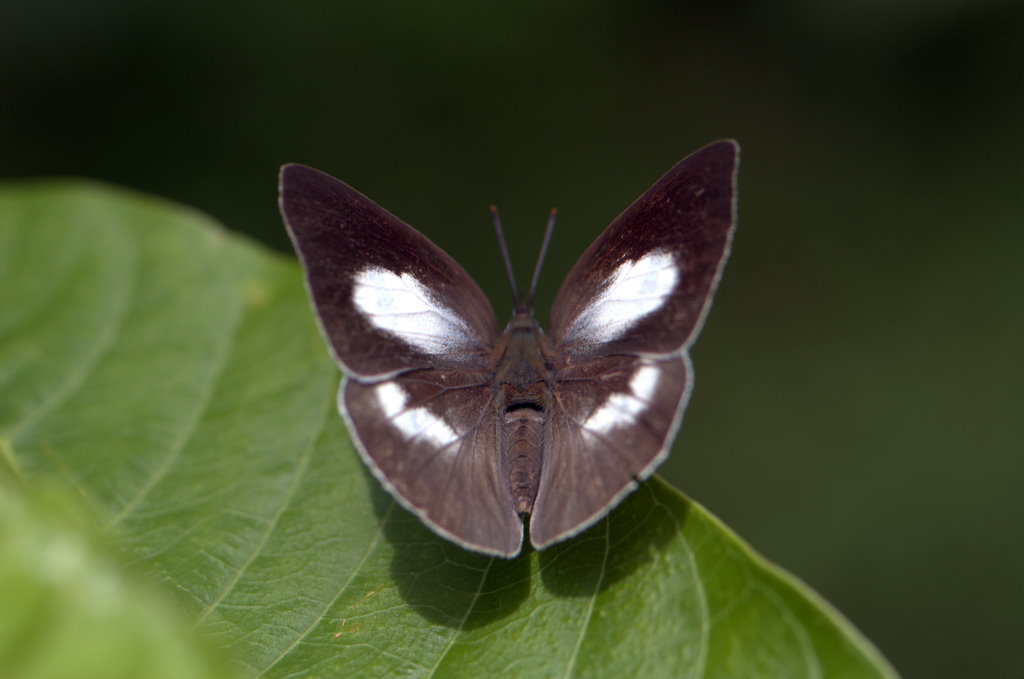
Самка

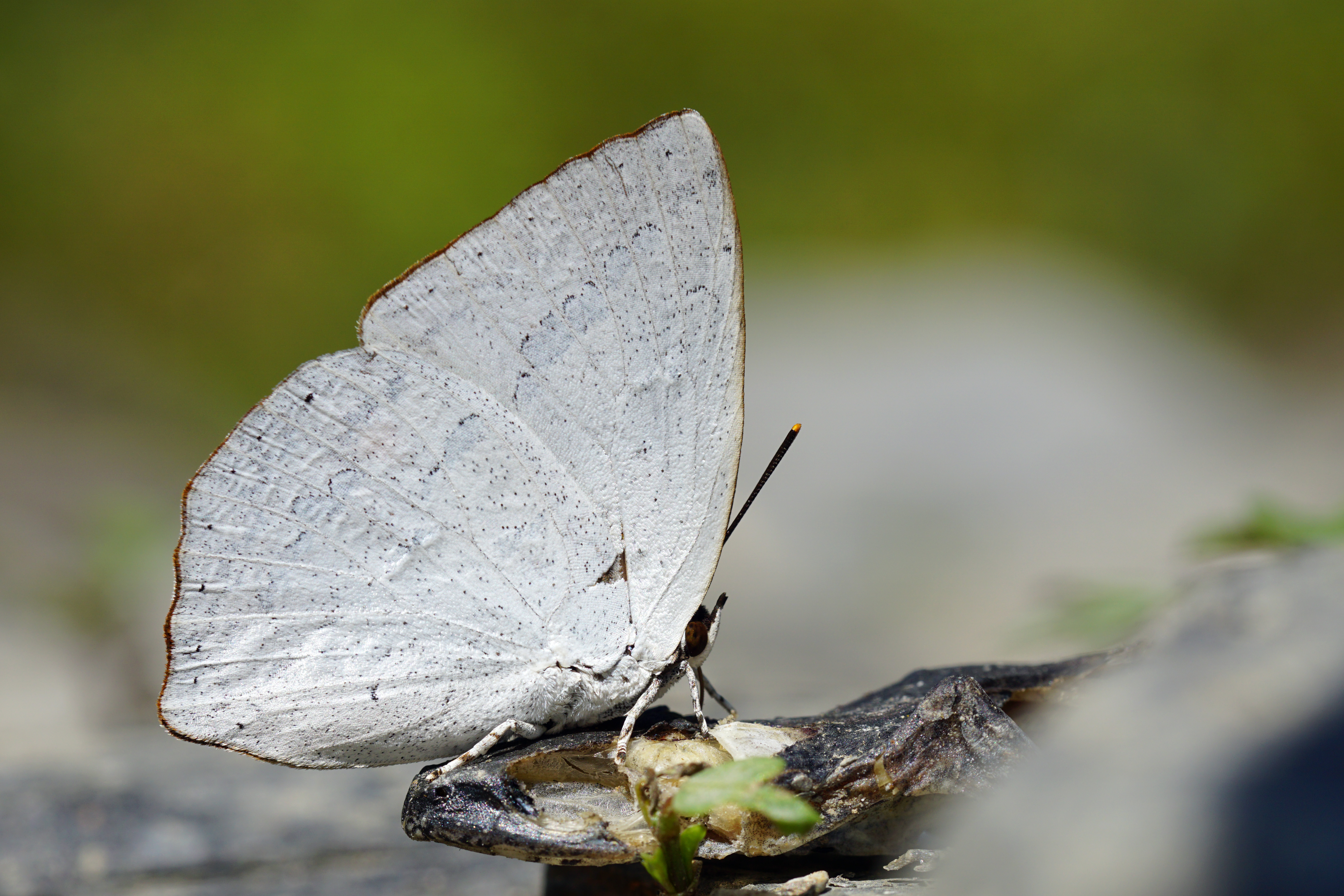
Нижняя сторона крыльев

Длина переднего крыла бабочек 20—23 мм. Основной фон верхней стороны крыльев коричневый, у самцов c крупными охристыми пятнами в центральной части переднего крыла и внешней части заднего крыла. Самки с серебристо-голубыми пятнами, имеющими такое же расположение как у самцов, на задних крыльях пятно может быть плохо заметным. Задние крылья у обоих полов без хвостиков. На нижней стороне крылья серебристо-белые, без рисунка. Глаза волосатые. Передние лапки самцов несегментированные, на конце изогнуты вниз. Передние крылья с 11 жилками.

## Ареал
Корейский полуостров, Япония (кроме Хоккайдо), Китай, Тайвань, Индокитай, Мьянма, Гималаи.

## Биология
Бабочки встречаются на лесных опушках. Гусеницы питаются на различных бобовых.